# Lacostea tuerckheimii
Lacostea tuerckheimii là một loài thực vật có mạch trong họ Hymenophyllaceae. Loài này được (Christ) Pic. Serm. miêu tả khoa học đầu tiên năm 1977.